# Achille Bacher
Achille Alberto Bacher (* 27. April 1900 in Formazza; † 2. März 1972 ebenda) war ein italienischer Skilangläufer.
Bacher belegte bei den Olympischen Winterspielen 1924 in Chamonix den 21. Platz über 18 km und bei den Nordischen Skiweltmeisterschaften 1927 in Cortina d’Ampezzo den 18. Platz über 18 km.
Sein Sohn Mario war ebenfalls als Skilangläufer aktiv und sein Sohn Enrico als Eishockeyspieler.